# Guy Jacques
Guy Jacques né le 17 août 1958 à Paris 12e et mort le 4 juillet 2016 à Bobigny, est un réalisateur et scénariste français.

## Biographie
Guy Jacques a été cadreur, chef opérateur, réalisateur d’effets spéciaux avant de réaliser des films institutionnels, des films publicitaires, des clips et des courts métrages.
En 1980, il réalise un premier film d’animation Portrait suivi de L’invité, film d’animation récompensé par quatorze prix dont une nomination au César du meilleur court métrage d'animation en 1985.
En 1989, il écrit, réalise et produit son premier court métrage de fiction Uhloz, récompensé par plus d'une vingtaine de prix dans de nombreux festivals nationaux et internationaux. Uhloz est aussi nommé au César du meilleur court métrage.
Du court au long, il n’y a qu’un pas que Guy Jacques franchit en 1993 avec Je m’appelle Victor (sélectionné au Festival de Cannes) et Violetta la reine de la moto en 1997. Il réalise en 2005, son troisième long métrage Ze Film.
Il réalise en 2008 un court-métrage de fiction Plus belle la France où il dénonce avec humour et dérision les préjugés portés sur le département de la Seine-Saint-Denis, la même année il réalise Pas de toit sans moi film de fiction pour la télé.
Guy Jacques est aussi intervenant à La Femis et à l'EICAR en Écriture et réalisation. Né en 1958, il est mort le 4 juillet 2016.

## Filmographie
- 1980 : Portrait (c.m d'animation)
- 1984 : L'Invité (c.m d'animation)
- 1989 : Uhloz (c.m de fiction) qui a obtenu 21 prix dont le prix Georges de Beauregard, le Grand prix du festival de Barcelone, nomination aux British Awards, nomination aux Césars, etc.
- 1993 : Je m'appelle Victor (long métrage) avec: Jeanne Moreau, Micheline Presle, Dominique Pinon, Julien Guiomar, Claudio Bucella.
- 1997 : Violetta la reine de la moto (long métrage) avec: Florence Pernel, Dominique Pinon, Daniel Prevost, Eva Darlan, Julien Guiomar, François Morel, Micheline Dax.
- 2005 : Ze Film (long métrage) avec: Clément Sibony, Dan Herzberg, Micky El Mazroui, Miki Manojlovic, François Morel, Karina Testa, Lorànt Deutsch, Dominique Pinon,
- 2006 : Bobigny-sur-Ourcq (c.m)
- 2008 : Plus belle la France (c.m) avec: Dan Herzberg, Wahid Bouzidi et François d’Aubigny.
- 2008 : Pas de toit sans moi (Film TV) avec: Antoine Dulery, Aïssa Maïga, Bernadette Lafont.